# 李凤翔
李凤翔，云南人，清朝政治人物。

## 生平
李凤翔1766年接替陈道耀任南汇县知县一职，1767年由田怡接任。

## 延伸阅读
[在维基数据编辑]